# Círdan
Círdan skeppsbyggaren är, i J.R.R. Tolkiens värld Midgård, en telerialv som valde att stanna i Midgård i stället för att resa till Valinor. Han var herre till Falas under den första åldern och var nära vän med Ulmo. Círdans hamnar vid Sirions mynningar blev en av de sista tillflyktsorterna för de resterande alverna från Doriath och Gondolin efter att dessa hade plundrats. Men en tid levde han också på ön Balar eftersom fienden hade blivit för stark.
Círdan beskrevs (i slutet av tredje åldern) som en mycket lång person med ögon klara som stjärnor. Vid det laget var han också gammal (ca 15 000 år) och hade skägg (något som få alver hade). Círdan kunde se djupare och längre än alla andra, alver som människor, vilket han visade vid sitt första möte med Gandalf då han gav Narya till honom, snarare än till Saruman (som var rådets ledare). Detta då han förutsåg att den grå vandraren var den som bar på den mäktigaste anden inom sig och att Gandalf skulle behöva stöd av ringens kraft under sina färder i Midgård. 
Efter Morgoths fall i slutet av första åldern grundlade Círdan Grå hamnarna tillsammans med noldors högste drott Gil-galad. Han bekantade sig med númenoranerna och då särskilt Vëantur (ca år 600 AÅ) och hans barnbarn Aldarion, och lärde dem skeppsbyggarkonsten. Círdan var också en nära vän med Celebrimbor och Amdír (som dog i den sista alliansens krig). Celebrimbor lydde dock inte Círdans råd att inte forma maktens ringar, trots att Círdan misstänkte att Annatar inte var den han verkade vara. Efter sista alliansen och Gil-galads död tog Círdan över uppdraget att vara den röda ringens väktare, vilket han behöll ända tills han lämnade över det till Gandalf.
Under tredje åldern var Círdan en viktig allierad för både Gondors och Arnors kungar i kriget mot Angmar. Även om Arnor blev ödelagt så överlevde Elendils linje, vilket banade väg för Konungens återkomst många generationer senare. Efter Arnors fall blev Círdan väktare av palantíren på Emyn Beraid, vilken han också tog med sig när han lämnade Midgård för alltid tillsammans med Sam vismannen år 62 fjärde åldern.